# Programma Artemis
Il programma Artemis (nome derivante da Artemide, dea della caccia e della luna, gemella di Apollo) è un programma di esplorazione spaziale automatizzato e con equipaggio, portato avanti dalla NASA, da aziende di voli spaziali commerciali statunitensi, e da partner internazionali come l'ESA, la JAXA e la Canadian Space Agency (CSA), con l'obiettivo di sbarcare "la prima donna e il prossimo uomo" sulla Luna, in particolare nella regione del polo sud lunare entro il 2026. La NASA vede Artemis come un  passo verso l'obiettivo a lungo termine di stabilire una presenza autosufficiente sulla Luna, gettare le basi per permettere a società private di costruire un'economia lunare e, infine, mandare gli umani su Marte.
Lo Space Launch System fungerà da veicolo di lancio principale per Orion. La NASA ha richiesto un finanziamento aggiuntivo di 1,6 miliardi di dollari per Artemis per l'anno fiscale 2020 mentre il Comitato per gli stanziamenti del Senato ha richiesto alla NASA un profilo di bilancio quinquennale necessario per la valutazione e l'approvazione da parte del Congresso. Il proposito fissato al 2024 si è dimostrato di difficile realizzazione già con gli stanziamenti per l'anno fiscale 2021 i quali concederebbero alla NASA una frazione decisamente insufficiente di risorse per mantenere le aspettative programmate.

## Panoramica e contesto
Il programma Artemis è organizzato attorno a una serie di missioni Space Launch System (SLS). Le missioni da Artemis 1 ad Artemis 6 sono pianificate mentre le missioni successive sono solo proposte. Ogni missione SLS è incentrata sul lancio di un booster SLS che trasporta un veicolo spaziale Orion. Le missioni dopo Artemis 2 dipendono da missioni di supporto lanciate da altri lanciatori e veicoli spaziali, principalmente privati, per funzioni di supporto.

## Storia
L'attuale programma Artemis incorpora diversi componenti principali di altri programmi e missioni NASA cancellati, come il programma Constellation e la missione di reindirizzamento degli asteroidi. Originariamente pianificato dalla NASA nel 2005, Constellation includeva lo sviluppo di Ares I, Ares V e Orion Crew Exploration Vehicle.
Nel 2009, l'allora neoeletto presidente Barack Obama ha istituito il comitato per la revisione dei voli umani nello spazio degli Stati Uniti per determinare se fosse possibile un atterraggio sulla Luna entro il 2020 con il budget attuale. Il comitato ha concluso che il programma era massicciamente sottofinanziato e che un atterraggio sulla Luna del 2020 era impossibile. Il 15 aprile 2010, il presidente Obama ha parlato al Kennedy Space Center, annunciando i piani dell'amministrazione per la NASA e cancellando gli elementi non-Orion di Costellation con il presupposto che il piano era diventato impossibile. Ha invece promesso 6 miliardi di dollari in finanziamenti aggiuntivi e ha chiesto che lo sviluppo di un nuovo programma di missili sia pronto per la costruzione entro il 2015 con missioni con equipaggio in orbita su Marte entro la metà degli anni 2030.
Il 30 giugno 2017, il presidente Donald Trump ha firmato un ordine esecutivo per ristabilire il National Space Council, presieduto dal vicepresidente Mike Pence. La prima richiesta di bilancio dell'amministrazione Trump ha mantenuto i programmi di voli spaziali umani dell'era Obama: Sviluppo dell'equipaggio commerciale, Space Launch System e la capsula dell'equipaggio Orion per le missioni nello spazio profondo, riducendo al contempo la ricerca scientifica sulla Terra e chiedendo l'eliminazione dell'ufficio di istruzione della NASA.
L'11 dicembre 2017, il presidente Trump ha firmato la direttiva sulla politica spaziale 1. La politica prevede che l'amministratore della NASA "conduca un programma di esplorazione innovativo e sostenibile con partner commerciali e internazionali per consentire l'espansione umana attraverso il sistema solare e per riportare sulla Terra nuove conoscenze e opportunità". Lo sforzo intende organizzare in modo più efficace il governo, l'industria privata e gli sforzi internazionali verso il ritorno degli umani sulla Luna e gettando le basi per l'eventuale esplorazione umana di Marte.
Il 26 marzo 2019, il vicepresidente Mike Pence ha annunciato che l'obiettivo di sbarco sulla Luna della NASA sarebbe stato accelerato di quattro anni con un atterraggio previsto nel 2024. Il 14 maggio 2019, l'amministratore della NASA Jim Bridenstine ha annunciato che il nuovo programma sarebbe stato nominato Artemis da Artemide, la sorella gemella di Apollo e la dea della Luna nella mitologia greca. Nonostante i nuovi obiettivi immediati, le missioni su Marte entro il 2030 sono ancora previste.
Nel febbraio 2020, la Casa Bianca ha richiesto un aumento del finanziamento del 12% per coprire il programma Artemis nell'ambito del bilancio dell'esercizio 2021. Il budget totale sarebbe ora di $ 25,2 miliardi all'anno con $ 3,7 miliardi dedicati a un sistema di sbarco umano. Jeff DeWit, Chief Financial Officer della NASA, ha dichiarato di ritenere che l'agenzia abbia fatto un ottimo lavoro ottenendo questo budget attraverso il Congresso, nonostante le preoccupazioni democratiche riguardo al programma.

## Veicoli di lancio

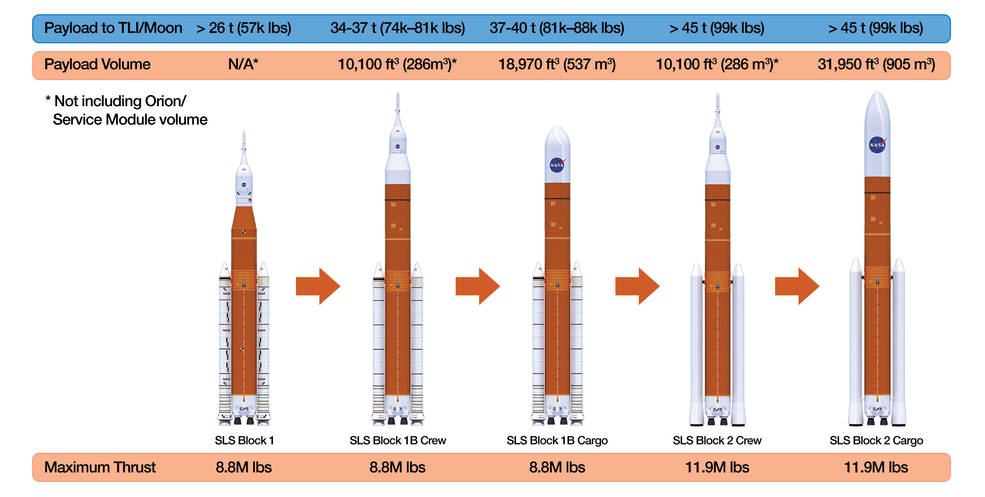
Evoluzione pianificata dello Space Launch System, il principale veicolo di lancio per Orion

### Space Launch System
Lo Space Launch System (SLS) è un veicolo di lancio non riutilizzabile super pesante statunitense, in fase di sviluppo dal suo annuncio nel 2011.
Il primo blocco SLS 1 è richiesto dal Congresso degli Stati Uniti per trasportare un carico utile di 95 tonnellate (209 000 lb) in orbita terrestre bassa (LEO). Lancerà Artemis 1, 2 e 3. Il blocco 1B successivo ha lo scopo di debuttare la fase superiore di esplorazione e lanciare il nozionale Artemis 4-6. Il blocco 2 è progettato per sostituire i booster derivati da Shuttle iniziali con booster avanzati e avrebbe una capacità LEO di oltre 150 tonnellate (330 000 lb), sempre come richiesto dal Congresso. Il blocco 2 ha lo scopo di consentire lanci con equipaggio su Marte. SLS lancerà il veicolo spaziale Orion e utilizzerà le operazioni a terra e le strutture di lancio presso il Kennedy Space Center della NASA in Florida.

Sebbene il Delta IV Heavy e Falcon Heavy fossero stati considerati dalla NASA per il lancio di un Orion con equipaggio, l'agenzia alla fine decise di usare solo lo SLS per il veicolo spaziale Orion.

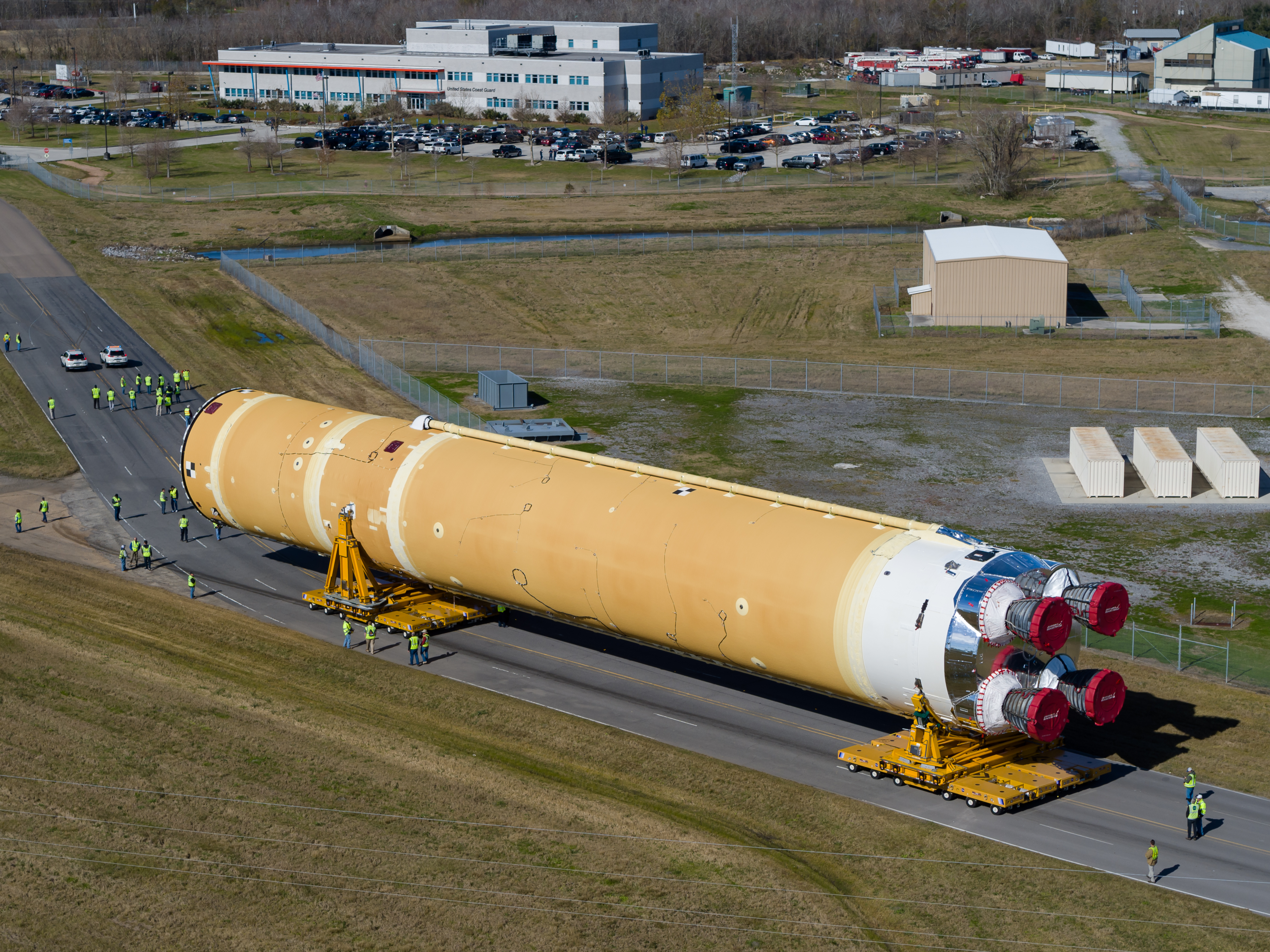
SLS Core Stage in arrivo da Michoud l'8 gennaio 2020 in vista della missione Artemis 1

Il modulo DPI e l'avamposto di Habitation and Logistics (HALO) del Lunar Gateway, che erano stati precedentemente pianificati per il blocco SLS 1B, ora voleranno su veicoli commerciali di lancio ancora da stabilire. Il Gateway sarà supportato e fornito da circa 28 missioni di carico commerciale lanciate da missili commerciali indeterminati. Il Gateway Logistics Services (GLS) si occuperà delle missioni di rifornimento e anche per il contratto di costruzione di un veicolo di rifornimento in grado di rimanere ancorato al Gateway lunare per un anno di operazioni.

## Veicoli spaziali

### Orion

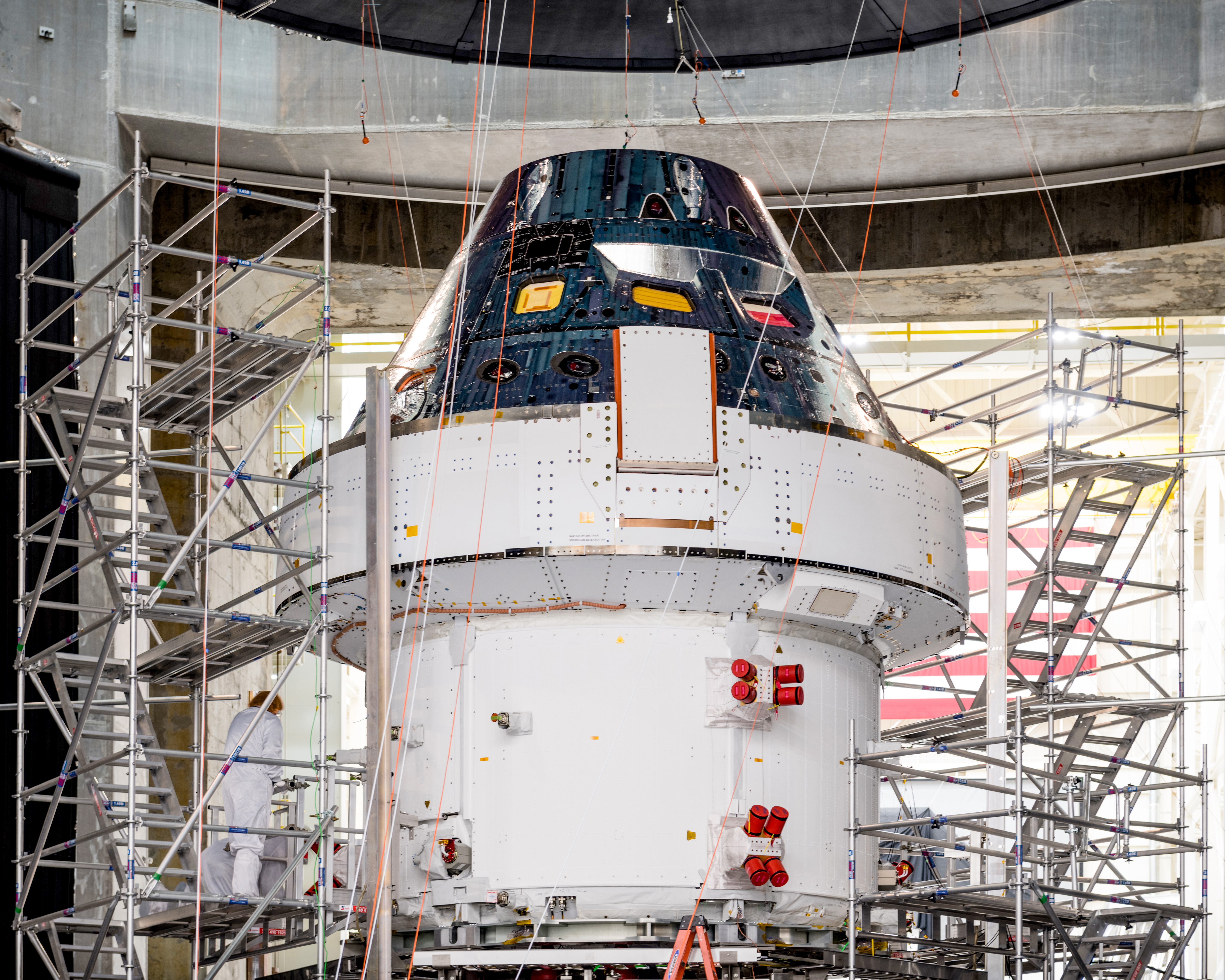
La nave spaziale Orion della NASA per la missione Artemis 1

Il veicolo multiuso Orion (Orion MPCV) è una classe di veicoli spaziali parzialmente riutilizzabili utilizzati nei programmi di volo spaziale umano della NASA. Composto da due componenti - un modulo equipaggio (CM) prodotto da Lockheed Martin e un modulo di servizio europeo (ESM) prodotto da Airbus Defence and Space - i veicoli spaziali sono progettati per supportare l'esplorazione con equipaggio oltre l'orbita terrestre bassa. Il veicolo può ospitare un equipaggio di sei persone fino a 21 giorni sganciato e fino a sei mesi attraccato. Un singolo motore AJ10 fornisce la propulsione primaria del veicolo spaziale, mentre otto motori R-4D-11 forniscono la propulsione secondaria del veicolo spaziale. Sebbene compatibile con altri veicoli di lancio, Orion è progettato principalmente per il lancio su un razzo Space Launch System (SLS), con un Launch Escape System a torre.
Orion MPCV è stato annunciato dalla NASA il 24 maggio 2011. Il suo design si basa sul veicolo di esplorazione dell'equipaggio del programma Constellation annullato. Il modulo di comando è stato costruito da Lockheed Martin presso il Michoud Assembly Facility, mentre il modulo di servizio Orion è stato costruito da Airbus Defence and Space con finanziamenti dell'Agenzia spaziale europea.

### Lunar Gateway

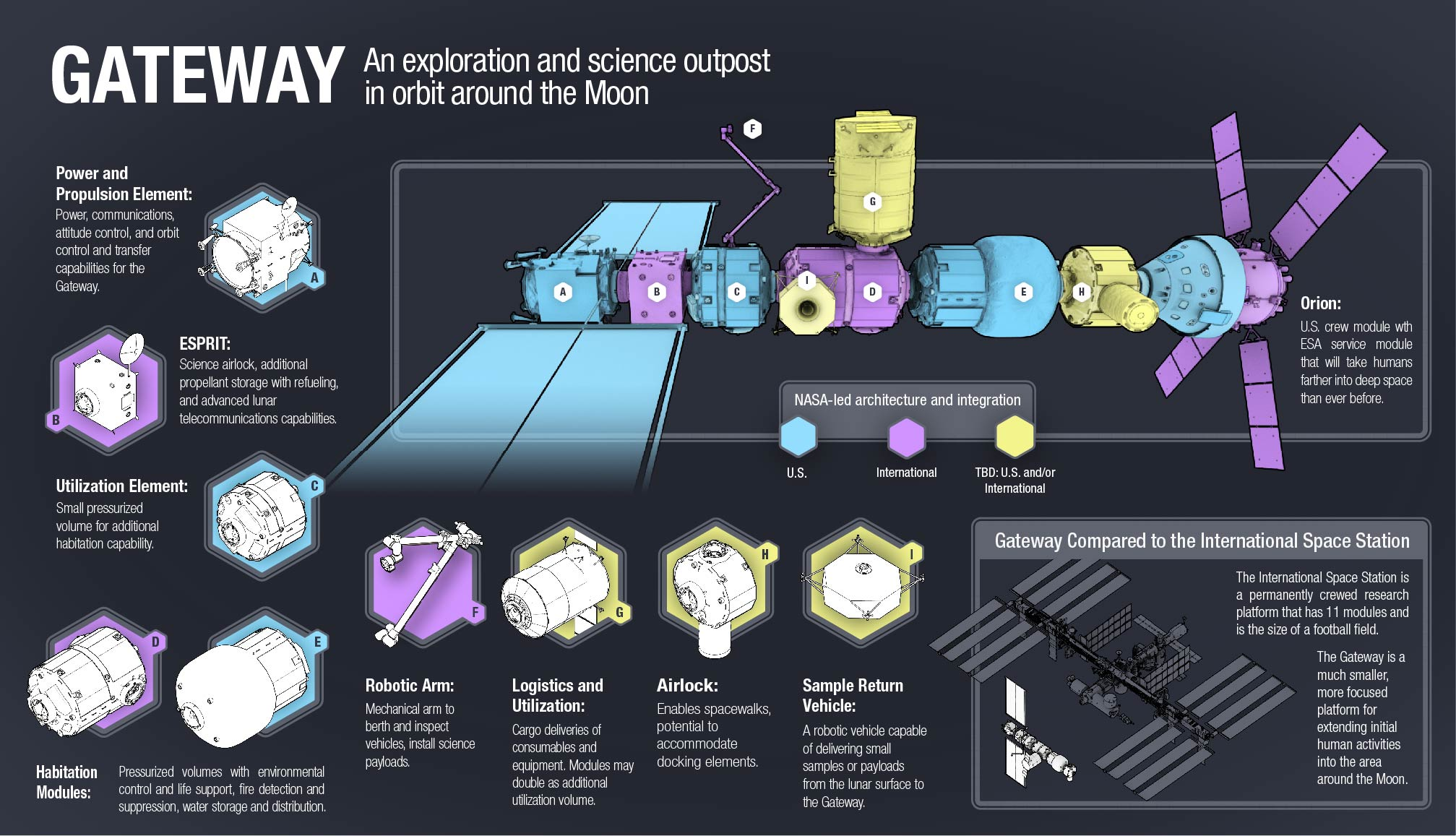
Possibile configurazione di Lunar Gateway

Il Lunar Gateway è una stazione spaziale in fase di sviluppo che verrà dispiegata in orbita lunare. È destinato a fungere da centro di comunicazione a energia solare, laboratorio scientifico, modulo abitativo a breve termine e area di contenimento per rover e altri robot.
Il Power and Propulsion Element (PPE) ha iniziato lo sviluppo presso il Jet Propulsion Laboratory durante la missione di reindirizzamento di asteroidi ora annullata. Il DPI consentirà l'accesso all'intera superficie lunare e fungerà da rimorchiatore spaziale per le imbarcazioni da visita.
L'Habitation And Logistics Outpost (HALO), il modulo abitativo, chiamato anche Minimal Habitation Module (MHM) e precedentemente noto come Utilization Module, sarà costruito dal Northrop Grumman Innovation Systems (NGIS). Un veicolo commerciale di lancio lancerebbe HALO entro la fine dell'anno 2023. HALO si basa su un modulo di alimentazione Cygnus Cargo all'esterno del quale saranno posizionate le porte di attracco radiali, i radiatori montati sul corpo (BMR), le batterie e le antenne di comunicazione.
A inizio 2020 viene comunicato un piano rivisitato degli step che porteranno alla scadenza del 2024, che prevede di rimandare la costruzione del Gateway per concentrare le risorse sul lander HLS, considerato anche che i partner commerciali non avrebbero i loro moduli pronti prima del 2026.
Il 30 aprile 2020 viene confermata la sua realizzazione nella visione generale della NASA per una presenza sostenibile umana intorno alla Luna.

### Proposte di Human Landing System
Il 30 aprile 2020, la NASA ha annunciato di aver selezionato tre compagnie statunitensi (Blue Origin, Dynetics e SpaceX) per la progettazione e costruzione di tre diversi Human Landing System (HLS) per trasportare gli esseri umani sulla superficie lunare entro il 2024. A vincere il bando è stata SpaceX.

#### National Human Landing System

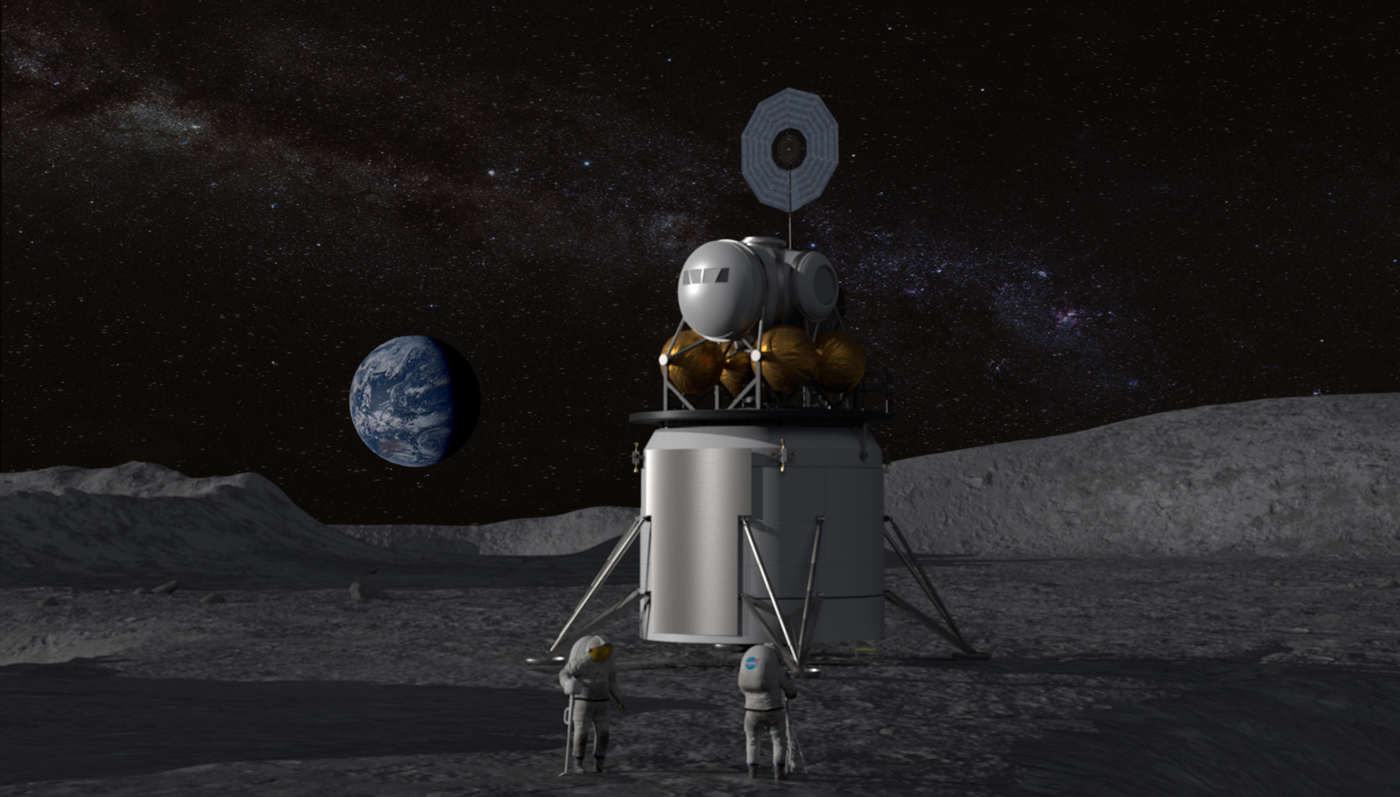
National Human Landing System

Blue Origin, Lockheed Martin, Northrop Grumman e Draper Laboratory collaboreranno per creare una proposta congiunta di un "Human Landing System". Blue Origin sarebbe l'appaltatore principale con il suo Blue Moon Lunar Lander  che fungerà da veicolo di discesa. Lockheed Martin avrebbe costruito il veicolo di risalita. Northrop Grumman avrebbe costruito una fase di trasferimento basata sul suo veicolo spaziale Cygnus. Il lander verrà lanciato dal razzo New Glenn riutilizzabile, di Blue Origin. Sarà lanciato in tre parti su entrambi i razzi New Glenn e Vulcan ma potrebbe essere lanciato su un singolo blocco SLS 1B. Il veicolo soddisfa tutti i requisiti della NASA ma affronta il rischio con i suoi sistemi di potenza e propulsione che rappresentano un rischio significativo per la linea temporale dello sviluppo.

#### SpaceX Starship Human Landing Sytem

Immagine che mostra i passaggi necessari e le operazioni dei veicoli spaziali coinvolti nella missione Artemis 3.

SpaceX utilizzerà una versione alternativa della Starship.
Un veicolo di lancio progettato per essere completamente riutilizzabile. Il veicolo è in fase di sviluppo da SpaceX, come progetto di volo spaziale privato autofinanziato. La variante utilizzata per le missioni Artemis sembra essere un sistema di atterraggio dedicato autonomo piuttosto che un veicolo di trasporto completo. Ha una stiva molto più grande e un'area dell'equipaggio più piccola a causa delle missioni lunari molto più brevi dei viaggi marziani per i quali è stata progettata.
l vantaggio principale di Starship è la sua capacità di trasportare grandi quantità di carico, nonché il suo ampio spazio interno che gli consente di svolgere missioni di superficie di lunga durata. Sebbene soddisfi i requisiti della NASA, si prevede un rischio significativo con il sistema di propulsione.

#### Dynetics Human Landing System
Il Dynetics Human Landing System (DHLS) è il lander proposto da Dynetics, azienda alla guida di altre 25 imprese tra cui l'italo-francese Thales-Alenia Space, e da Sierra Nevada Corporation. Il suo design è molto simile alle prime proposte di lander lunari SEI con una cabina dell'equipaggio bassa e grandi pannelli solari. È la più piccola delle tre proposte. È costituito da un'unica struttura principale e si affiderebbe a serbatoi di scarico per alimentare la maggior parte della discesa. La stessa struttura principale risalirebbe in orbita e si incontrerebbe con Orion. Il veicolo potrebbe anche essere utilizzato per trasportare facilmente grandi carichi utili sulla superficie lunare e potrebbe essere modificato per fungere da modulo base lunare. Si lancerà su un razzo ULA Vulcan ma può anche volare su un razzo SLS Block 1B. Eccelle in tutti i requisiti prestazionali richiesti dalla NASA ma deve affrontare rischi in termini di struttura propulsiva e avrà bisogno di un "ritmo di sviluppo senza precedenti".

## Studi commissionati
Nel maggio 2019 la NASA ha annunciato 11 contratti per un totale di 45,5 milioni di dollari per studi su veicoli di trasferimento, elementi di discesa, prototipi di elementi di discesa, studi di elementi di rifornimento e prototipi. Uno dei requisiti è che le aziende selezionate dovranno contribuire almeno al 20% del costo totale del progetto "per ridurre i costi per i contribuenti e incoraggiare investimenti privati precoci nell'economia lunare".
| Compagnie                           | Progetti |
| ----------------------------------- | --- |
| Aerojet Rocketdyne                  | Studi sui veicoli di trasferimento |
| Blue Origin                         | Studi sui veicoli di discesa, studi sui veicoli di trasferimento, e un prototipo di veicolo di trasferimento                                                                          |
| Boeing                              | Studi sui veicoli di discesa, due prototipi di veicoli di discesa, studi sui veicoli di trasferimento, un prototipo di veicolo di trasferimento                                       |
| Dynetics                            | Studi sui veicoli di discesa e 5 prototipi di veicoli di discesa |
| Lockheed Martin Space Systems       | Studi sui veicoli di discesa, 4 prototipi di veicoli di discesa, un prototipo di veicolo di trasferimento, e studio su veicoli di rifornimento                                        |
| Masten Space Systems                | Un prototipo di veicolo di discesa |
| Maxar                               | Uno studio su veicoli di rifornimento e un prototipo di veicolo di rifornimento |
| Northrop Grumman Innovation Systems | Studi sui veicoli di discesa, 4 prototipi di veicoli di discesa, studio su veicoli di rifornimento, e un prototipo di veicolo di rifornimento                                         |
| OrbitBeyond                         | Due prototipi di veicoli di rifornimento |
| Sierra Nevada Corporation           | Studi sui veicoli di discesa, un prototipo di veicolo di discesa, studi sui veicoli di trasferimento, un prototipo di veicolo di trasferimento, e studio su i veicoli di rifornimento |
| SpaceX                              | Studi sui veicoli di discesa, un prototipo di veicolo di discesa |

## Campo base di Artemis

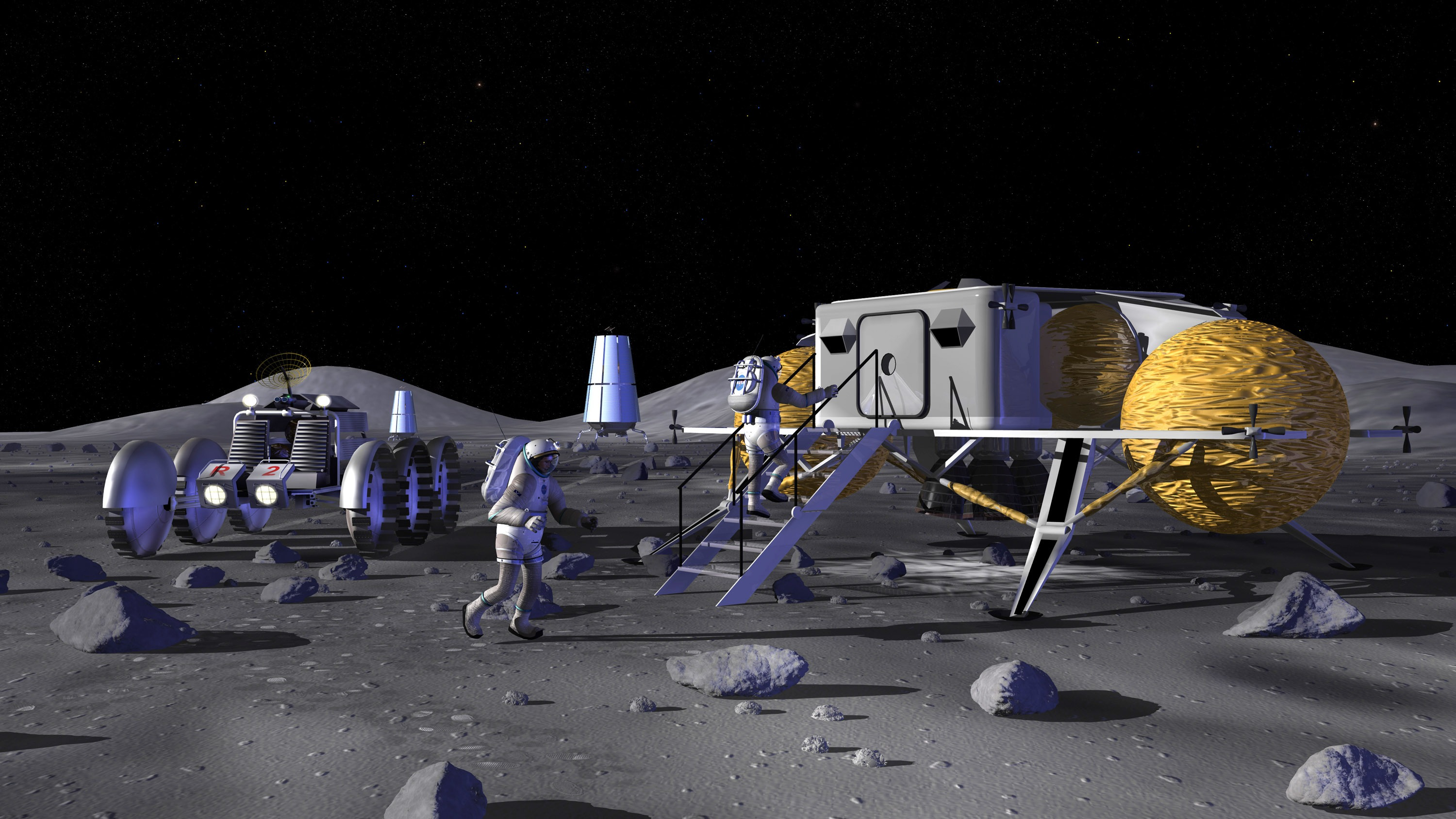
Design della base lunare

Il campo base di Artemis è la potenziale base lunare che verrà assemblata alla fine degli anni 2020. Sarebbe composta di tre moduli principali: Habitat di superficie di base, Piattaforma di mobilità abitativa e Veicolo terrestre lunare. Supporterebbe missioni fino a due mesi e sarebbe utilizzato per studiare le tecnologie da utilizzare su Marte. Sarebbe soggetto agli emendamenti del Trattato sullo spazio esterno.

### Habitable Mobility Platform
L'Habitable Mobility Platform sarebbe un grande rover pressurizzato utilizzato per trasportare gli equipaggi su grandi distanze. La NASA ha sviluppato più rover pressurizzati tra cui lo Space Exploration Vehicle costruito per il programma Constellation che è stato fabbricato e testato. Sarebbe pronto per l'equipaggio da utilizzare in superficie, ma potrebbe anche essere controllato autonomamente dal Gateway o da altre posizioni. Il Giappone, nel frattempo, ha annunciato nel 2019 l'inizio di un progetto di ricerca congiunto tra JAXA e Toyota al fine di valutare, ed eventualmente progettare, un grande rover lunare pressurizzato, noto come Lunar Cruiser, che verrebbe lanciato nel 2029 sul satellite e darebbe il suo contributo alle operazioni sulla superficie lunare nelle missioni di Artemis.

### Rover lunare
Come annunciato a novembre 2019, la NASA rilascerà una richiesta di informazioni per rover lunari. Sarebbe usato per trasportare gli equipaggi intorno al sito di esplorazione. Avrebbe una funzione simile a quella dell'Apollo Lunar Rover.

## Tute spaziali

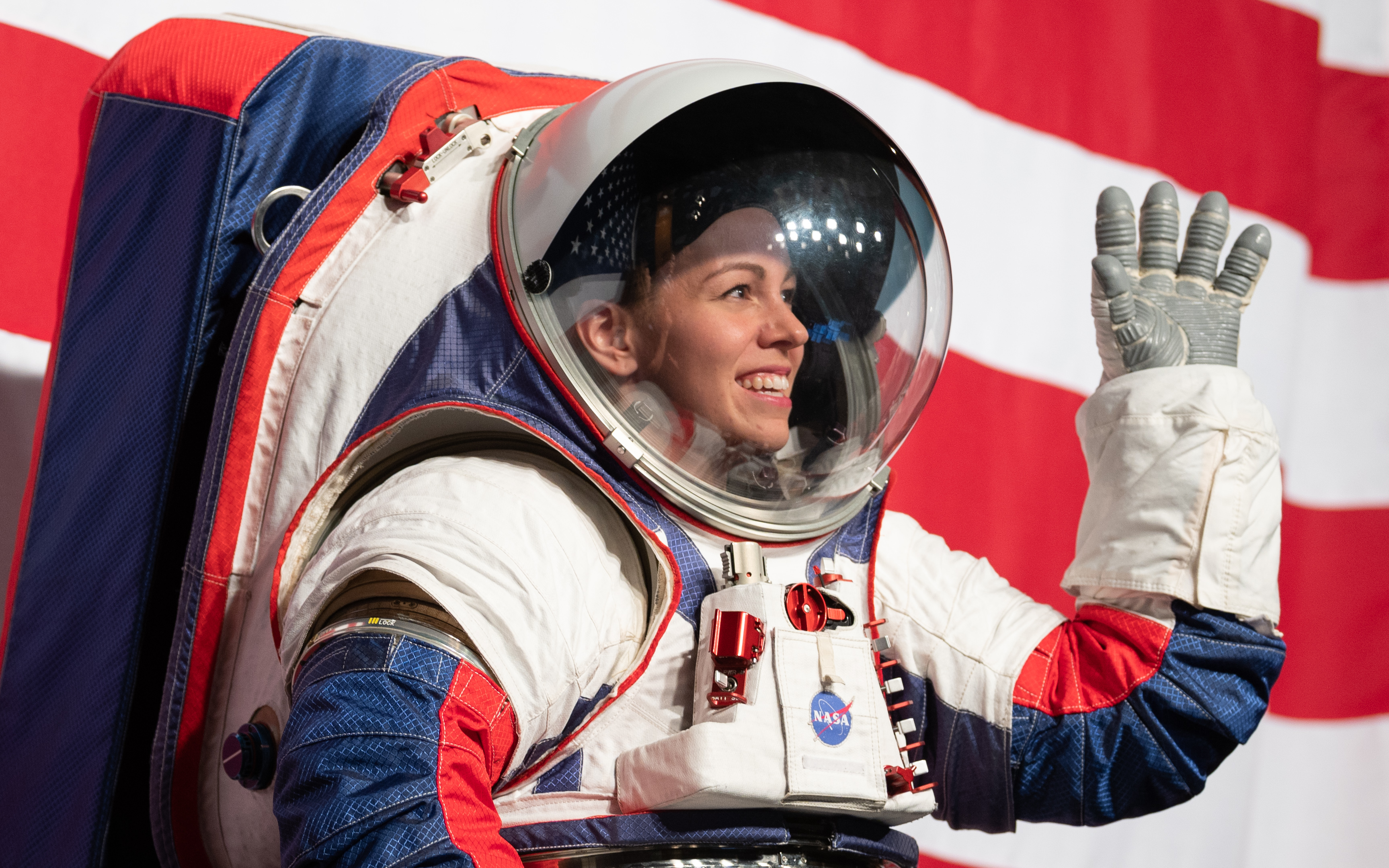
Tuta xEMU per attività extraveicolare della superficie lunare (EVA)

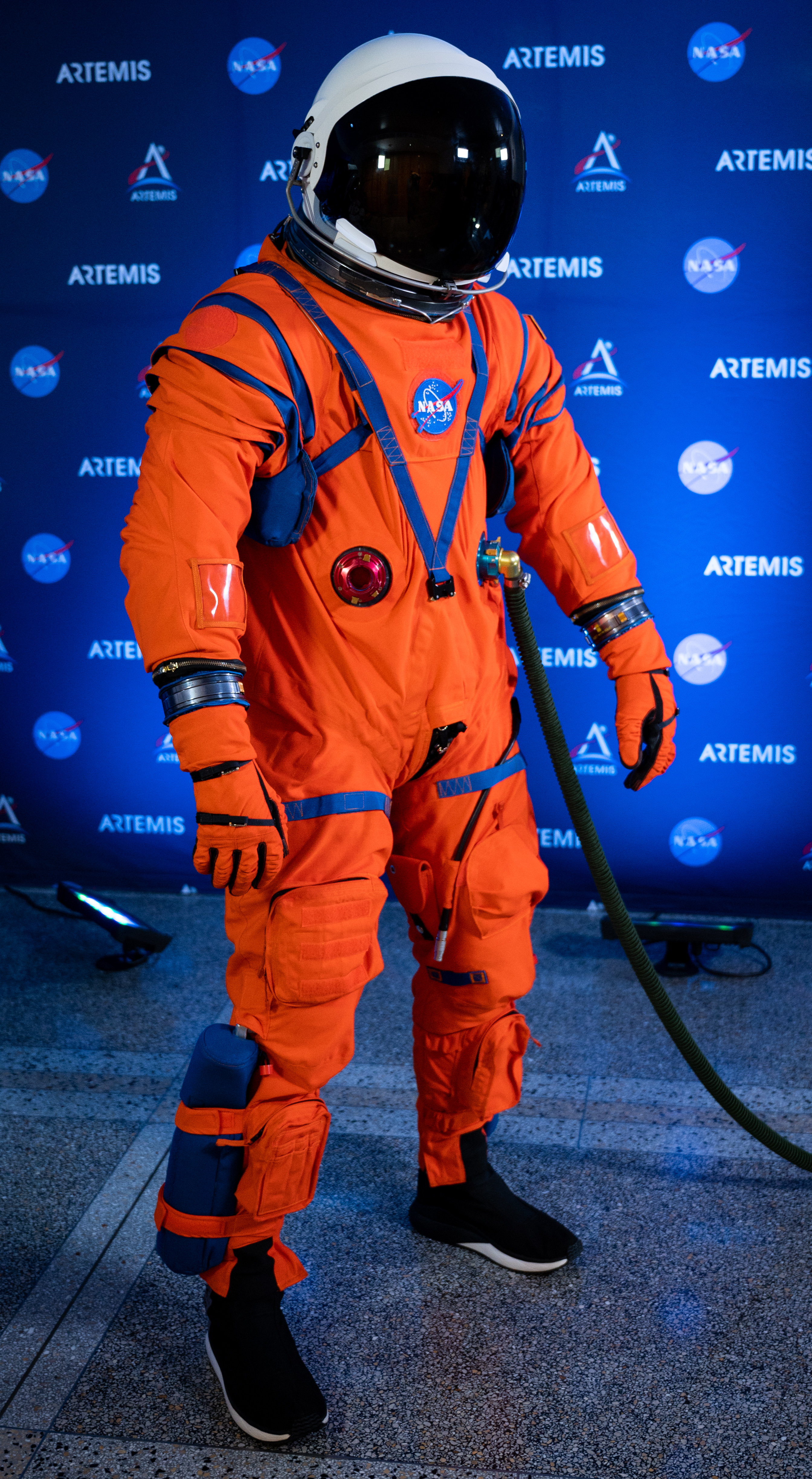
Abito OCSS per lancio e rientro

Il programma Artemis utilizzerà due tute spaziali: la Exploration Extravehicular Mobility Unit (xEMU) e l'Orion Crew Survival System (OCSS).
xEMU è destinato all'uso sulla superficie lunare, con una durata fino a otto ore. La tuta ha giunti mobili e un cuscinetto per consentirne il movimento. Microfoni e altoparlanti audio si trovano all'interno del casco, invece di utilizzare il tradizionale "cappuccio Snoopy".
L'OCSS deve essere indossato all'interno del veicolo spaziale Orion durante il lancio e il rientro e in caso di emergenza di depressurizzazione. Lo strato esterno della tuta è arancione per consentire la visibilità nell'oceano se gli astronauti devono uscire dal veicolo spaziale senza l'assistenza del personale di recupero. La tuta include articolazioni della spalla migliorate per una migliore portata e una maggiore resistenza al fuoco.

## Astronauti
Il 10 gennaio 2020, il 22º gruppo di astronauti della NASA, soprannominato "The Turtles" (le tartarughe), si è laureato ed è stato assegnato al programma Artemis. Il gruppo comprende anche due astronauti dell'Agenzia spaziale canadese (CSA). Il nome deriva principalmente dall'uragano Harvey. Alcuni degli astronauti voleranno nelle missioni Artemis sulla Luna e potrebbero far parte del primo equipaggio che volerà su Marte.

### Specialisti di missione statunitensi
- Kayla Barron
- Zena Cardman
- Raja Chari
- Matthew Dominick
- Bob Hines
- Warren Hoburg
- Jonny Kim
- Robb Kulin (ritirato)
- Jasmin Moghbeli
- Loral O'Hara
- Francisco Rubio
- Jessica Watkins

### Specialisti di missione canadesi
- Joshua Kutryk
- Jenni Sidey

## Missioni Artemis

### Test precedenti
Cinque test della sonda Orion sono stati condotti prima del lancio di Artemis 1. Il primo volo di sviluppo è stato MLAS, è stato un volo di prova del sistema Max Launch Abort System con una capsula Orion boilerplate l'8 luglio 2009. Il secondo volo di sviluppo è stato Ares I-X, che includeva una capsula Orion boilerplate strumentata il 28 ottobre 2009. Il terzo, Pad Abort-1, è stato un test di successo del sistema di fuga di Orion utilizzando una capsula boilerplate il 6 maggio 2010. Il quarto test di Orion è stato Exploration Flight Test-1 il 5 dicembre 2014. Una versione ridotta della sonda Orion è stata lanciata in cima a un razzo Delta IV Heavy, il suo sistema di controllo  è stato testato in due orbite attorno alla Terra, raggiungendo un apogeo di 5 800 chilometri prima di effettuare un rientro ad alta velocità  a 32 000 chilometri all'ora. Il terzo e ultimo test di Orion prima di Artemis 1 è stato Ascent Abort-2 il 2 luglio 2019, che ha testato un sistema di interruzione del lancio aggiornato al massimo carico aerodinamico.
| Missione                  | Patch                                                                          | Lancio                                               | Veicolo di Lancio               | Risultato | Durata              |
| ------------------------- | ------------------------------------------------------------------------------ | ---------------------------------------------------- | ------------------------------- | --------- | ------------------- |
| MLAS                      |                                                                                | - 8 luglio 2009 10:26 UTC - Wallops Flight Facility  | Max Launch Abort System         | Riuscito  | 57 secondi          |
| Ares I-X                  |                                                                                | - 28 ottobre 2009 15:30 UTC - Kennedy Space Center   | Ares I-X                        | Riuscito  | 6 minuti            |
| Pad Abort-1               | https://commons.wikimedia.org/wiki/File:Orion_Pad_Abort_1.png                  | - 6 maggio 2010                                      | Orion Launch Abort System (LAS) | Riuscito  | 95 secondi          |
| Exploration Flight Test-1 | https://commons.wikimedia.org/wiki/File:Exploration_Flight_Test-1_insignia.png | - 5 dicembre 2014, 12:05 UTC - Cape Canaveral SLC-37 | Delta IV Heavy                  | Riuscito  | 4 ore 24 minuti     |
| Ascent Abort-2            | https://commons.wikimedia.org/wiki/File:Ascent_Abort-2.png                     | - 2 luglio 2019, 11:00 UTC - Cape Canaveral SLC-46   | Orion Abort Test Booster        | Riuscito  | 3 minuti 13 secondi |

### Missioni pianificate
A partire dal 2020, tutte le missioni Artemis con equipaggio saranno lanciate con lo Space Launch System dal Kennedy Space Center Launch Complex 39B.
| Missione  | Patch | Equipaggio                                                 | Data di lancio   | Sistema di Volo   | Durata        |
| --------- | ----- | ---------------------------------------------------------- | ---------------- | ----------------- | ------------- |
| Artemis 1 |       | N.D.                                                       | 16 Novembre 2022 | SLS Block 1 Crew  | 25 giorni     |
| Artemis 2 |       | Gregory Wiseman Victor Glover Christina Koch Jeremy Hansen | Aprile 2026      | SLS Block 1 Crew  | max 21 giorni |
| Artemis 3 |       | TBA                                                        | 2027             | SLS Block 1 Crew  | 30 giorni     |
| Artemis 4 |       | TBA                                                        | Settembre 2028   | SLS Block 1B Crew | 30 giorni     |
| Artemis 5 |       | TBA                                                        | Marzo 2030       | SLS Block 1B Crew | 30 giorni     |
| Artemis 6 |       | TBA                                                        | Marzo 2031       | SLS Block 1B Crew | 30 giorni     |

### Missioni proposte
Una proposta curata da William H. Gerstenmaier prima della sua riassegnazione del 10 luglio 2019 suggeriva quattro lanci del veicolo di lancio SLS Block 1B con navicella Orion con equipaggio e moduli logistici al Gateway tra il 2024 e il 2028.
| Missione   | Data di lancio | Sistema di volo   | Durata    |
| ---------- | -------------- | ----------------- | --------- |
| Artemis 7  | Settembre 2031 | SLS Block 1B Crew | 30 giorni |
| Artemis 8  | 2032           | SLS Block 2 Crew  | 60 giorni |
| Artemis 9  | 2033           | SLS Block 2 Crew  | 60 giorni |
| Artemis 10 | 2034           | SLS Block 2 Crew  | 60 giorni |
| Artemis 11 | 2035           | SLS Block 2 Crew  | 60 giorni |